# Temptation (Lied)
Temptation (tem'teɪʃn, englisch für Versuchung) ist ein Song, der 1933 veröffentlicht wurde. Die Musik komponierte Nacio Herb Brown, den Text schrieb Arthur Freed.

## Text
Der Text des Liedes ist eine typische Boy-Meets-Girl-Geschichte, deren Ende allerdings offenbleibt.

Der Protagonist ist allein, eine Frau kommt vorbei und lächelt ihn verführerisch an: 

„You came, I was alone
I should have known
You were temptation.“

 Er verliebt sich, kann nicht mehr ohne sie sein und gesteht ihr seine Liebe – und da er sich nicht sicher sein kann, dass sie zusammenkommen, verspricht er ihr, er werde ihr Sklave sein. 

„I'm just a slave, only a slave
to you, temptation
I'm your slave!“

## Versionen
Die erste Aufnahme des Liedes stammt von Bing Crosby; er nahm Temptation mit Lennie Haytons Orchester am 22. Oktober 1933 für den Film Going Hollywood auf, in dem er neben Marion Davies die Hauptrolle spielte. Crosby erinnerte sich später, es sei sein „erster Versuch gewesen, einen Song in der Art eines Dramas zu präsentieren“. Diese Aufnahme erreichte 1933 Platz drei in der US-Hitparade. Neben Crosbys Original platzierten sich 1934 auch Coverversionen von Ted Fiorito (Platz 15) und Ferde Grofé (Platz 19) in den Charts. Zehn Jahre später verzeichneten Artie Shaw und sein Orchester einen Nummer-21-Hit mit dem schon am 7. September 1940 von ihnen aufgenommenen Lied.
Eine zweite Version Crosbys wurde am 3. März 1945 mit John Scott Trotters Orchester produziert. Wenige Wochen zuvor hatte auch Perry Como das Lied erstmals für eine Rundfunksendung aufgenommen; diese Version wurde als V-Disc für die US-Kriegsstreitkräfte veröffentlicht. Am 27. März produzierte Como im Studio eine zweite Version, die bei RCA Victor und bei HMV mit verschiedenen B-Seiten als Single erschien. Sie platzierten sich 1945 (auf Platz 15) und als Wiederveröffentlichung 1946/1947 auf Platz 21 in der Hitparade. 1974 nahm Como eine weitere Version auf, die auf Langspielplatte und als Single veröffentlicht wurde und Platz 28 in den Adult-Contemporary-Charts erreichte.
Eine Parodie im Country-Stil von Jazz-Musiker und Comedian Red Ingle mit dem Titel Tim-tay-shun, auf der Jo Stafford unter dem Pseudonym Cinderella G. Stump sang, erreichte 1947 Platz 15 der US-amerikanischen Jahreshitparade.
1952 wurde Temptation als Instrumentalstück in dem von Liedtexter Arthur Freed produzierten Film Singin’ in the Rain verwendet. Einen Instrumentalhit hatte 1960 auch Roger Williams mit dem Stück (Platz 56). Im folgenden Jahr veröffentlichten die Everly Brothers eine von Wesley Rose produzierte, vom Schlagzeug dominierte rockige Version, die in den USA Platz 27 der Charts erreichte und in Großbritannien der vierte Nummer-eins-Hit der Brüder wurde.
Andere Coverversionen von Temptation gab es unter anderem von Charlie Parker (eine Instrumentalversion) und Mario Lanza (1952), Steve Lawrence, Screamin’ Jay Hawkins, Boots Randolph (der damit 1967 Platz 93 der US-Hitparade erreichte) und dem Ehepaar June Carter und Johnny Cash, die auf June Carters 2003 postum veröffentlichten Album Wildwood Flower, nachdem die beiden es noch im Jahr vor ihrem Tod bei Konzerten gespielt hatten.
Auch in der ersten Saison der Muppet Show wurde Temptation interpretiert, unter Leitung von Kermit, dem Frosch, sangen Miss Piggy, vier Hühner, vier Frösche und zwei Eber das Lied im Glee Club. Miss Piggys Stimme, die ab der dritten Strophe bis zum Ende solo sang, wurde dabei von Richard Hunt synchronisiert, nicht von ihrem regulären Puppenspieler Frank Oz.

## Rezeption
Ken Bloom listet Temptation in seinem Buch The American Songbook. The Singers, the Songwriters and the Songs unter den Great Songs of the Decade, den großen Liedern der 1930er Jahre.